# Chokukan Night: Pro Yakyu King
Chōkūkan Night Pro Yakyū King (超空間ナイター プロ野球キング, Chōkūkan Naitā Puro Yakyū Kingu, es tradueix a "King Choukuukan Night Baseball") és un videojoc de beisbol per la Nintendo 64. Va ser publicat només al Japó el 1996 i té una continuació, Chōkūkan Night Pro Yakyū King 2.